# لواء شتورم إس إس رونا
لواء شتورم إس إس رونا (المعروف أيضًا باسم لواء كامينسكي) عبارة عن تشكيل تعاوني مكون من مواطنين سوفيات من إقليم Lokot Autonomy في المناطق التي كانت تحت احتلال المحور من جمهورية روسيا الاتحادية الاشتراكية السوفيتية في الاتحاد السوفيتي أثناء الحرب الألمانية السوفيتية في 1941-1945 م.
ظهرت الوحدة لأول مرة في أواخر عام 1941 كشرطة مساعدة، في البداية بلغ عدد أفرادها 200 فرد. بحلول منتصف عام 1943، زاد حجمها إلى 10000 إلى 12000 رجل، ومجهزة بالدبابات والمدفعية السوفياتية التي تم الاستيلاء عليها. أطلق عليها قائد الوحدةبرونيسلاف كامينسكي اسم جيش التحرير الوطني (بالروسية: Русская освободительная народная армия (РОНА))‏ ( (بالروسية: Русская освободительная народная армия (РОНА))‏ ).
بعد أن خسر الفيرماخت (أغسطس 1943) معركة كورسك، انسحب أفراد رونا إلى أراضي بيلوروسيا، لا سيما إلى منطقة ليبيل في فيتبسك، حيث تورطوا في عمليات أمنية ألمانية، وارتكبوا بالعديد من الأعمال الوحشية ضد السكان المدنيين. في مارس 1944، تم تغيير اسم الوحدة لفترة وجيزة إلى Volksheer-Brigade Kaminski (لواء الميليشيا كامنيسكي)، قبل أن يتم استيعابها في Waffen-SS في يونيو 1944.
بنقله إلى فافن إس إس، تم تغيير اسم اللواء إلى لواء فافن-ستورم رونا، وحصل كامنيسكيعلى رتبة Waffen-بريغيجاديه فوهرر دير إس إس (الرجل الوحيد الذي يحمل مثل هذه المرتبة). بعد عملية باغراتيون (من يونيو إلى أغسطس 1944)، تراجعت رونا إلى الغرب، وبحلول نهاية يوليو 1944، بقايا وحدة كامنيسكي (من 3 إلى 4 آلاف - بعض المصادر تقدر من 6 إلى 7 آلاف) مجمعة في معسكر تدريب إس إس نيوهامر. على قاعدة وحدة كامنيسكي، خطط قادة قوات الأمن الخاصة لتشكيل فرقة SS - 29. Waffen-Grenadier-Division der SS (russische Nr. 1).
ومع ذلك، بدأت انتفاضة وارسو في نفس اليوم الذي وقع فيه هيملر على أمر بتأسيس التشكيل (1 أغسطس 1944). لم يتم تنفيذ تشكيل الوحدة مطلقًا وتم إرسال جزء من لواء رونا إلى وارسو، حيث انخرطت الوحدة مرة أخرى في ارتكاب العديد من الفظائع. في 18 أغسطس 1944 قتل برونيسلاف كامينسكي. وفقا لمصادر مختلفة، إما أن محكمة أمن الدولة أدانته [بحاجة لمصدر] أو أعدمه جهاز البوليس السري الألماني غيستابو فورًا. [بحاجة لمصدر]

بحلول 27 أغسطس 1944، بعد أن وجد اللواء غير منضبط وغير موثوق به، قام القادة الألمان بنقله من وارسو. تم إرسال الوحدة إلى سلوفاكيا، وتم نشرها ضد الثوار السلوفاكيين. بعد نهاية أكتوبر 1944 تم حل اللواء [مِن قِبَل مَن؟]
```
واستيعاب الأفراد المتبقيين تحت قيادة الجنرال 
أندريه فلاسوف
 
ل
جيش التحرير الروسي
.
```

## التاريخ

### في روسيا
في أكتوبر 1941، وصل الجيش الألماني النازي إلى الاتحاد السوفيتي إلى منطقة لوكوت بالقرب من مدينة بريانسك واستولى عليها في 6 أكتوبر 1941. في نوفمبر 1941، اتصل مهندس في مصنع الكحول المحلي، برونيسلاف كامينسكي، ومعلم المدرسة الفنية المحلية، كونستانتين فوسكوبوينيك، بالإدارة العسكرية الألمانية بمقترحات لمساعدتهم في إنشاء إدارة مدنية وشرطة محلية. كانت منطقة لوكوت، قبل بداية الحرب، مخصصة لسجن الأشخاص الذين مُنعوا من العودة إلى منازلهم السابقة في المدن الكبرى في الاتحاد السوفيتي - كما كان كامينسكي نفسه.
في البداية، بلغ عدد المليشيات التي يرأسها فوسكوبوينيك 200 رجل، وكانت لمساعدة الألمان في القيام بأنشطتهم المختلفة، والتي شملت العديد من عمليات قتل المدنيين الموالين للسلطات السوفيتية أو الثوار السوفيات. بحلول يناير 1942، زادت أعداد الميليشية إلى 400-500.
خلال هجوم الثوار بتوجيه من ألكساندر سابوروف في 8 يناير 1942 ، أصيب فوسكوبوينيك بجروح قاتلة. بعد وفاته تولى كامينسكي القيادة وتوسيع الميليشيا.

### جيش التحرير الوطني الروسي
قرر كامينسكي الآن ميليشياته لقب جيش التحرير الوطني الروسي ( Russkaya Osvoboditelnaya Narodnaya Armiya ، RONA ).

### لواء فافن-شتورم
في يونيو 1944، تم وضع اللواء كجزء من فافن إس إس. بنقله إلى فافن-إس إس، تم تغيير اسم اللواء إلى لواء فافن-شتورم رونا، وحصل Kaminski على رتبة Waffen-Brigadeführer der SS، وبقي الرجل الوحيد الذي يحظى بهذه الرتبة.
نتيجة لعملية باغراتيون، تم إيقاف الأنشطة ضد الثوار للواء وتم جمع أفرادها (من 3000 إلى 7000 ، تختلف المصادر) في معسكر تدريب SS في Neuhammer ووضعت خطط لشعبة قوات الأمن الخاصة غير الألمانية.

## القادة
|  | {{{officeholder}}} |
|  | {{{officeholder}}} |
|  | {{{officeholder}}} |
|  | {{{officeholder}}} |